# 津軽トンネル

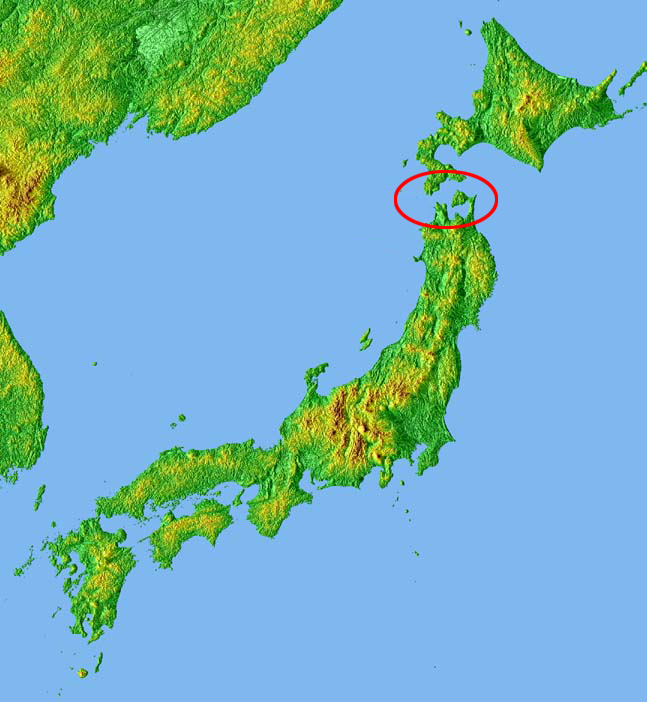
津軽トンネルの位置

津軽トンネル（つがるトンネル）は、青森県東津軽郡外ヶ浜町蟹田と今別町を結ぶ北海道旅客鉄道（JR北海道）北海道新幹線及び海峡線の鉄道トンネルであり、新中小国信号場 - 奥津軽いまべつ駅間に位置している。全長は5,880m。
本トンネルは電化複線かつ三線軌条による新幹線・在来線共用トンネルである。なお、北海道新幹線は中小国寄りの大平トンネル内（新中小国信号場構内扱い）にて海峡線に合流している。